# Oopsis ropicoides
Oopsis ropicoides là một loài bọ cánh cứng trong họ Cerambycidae.